# Pet Shop Boys
De Pet Shop Boys zijn een Brits muzikantenduo, gevormd door zanger Neil Tennant (1954) en toetsenist Chris Lowe (1959). Vooral in de tweede helft van de jaren tachtig had het duo vele hits.

## Achtergrond
De muziek van de Pet Shop Boys bestaat uit elektronische pop- en dancemuziek; heftige, soms bombastische synthesizerklanken, aanstekelijke ritmes en enigszins emotieloze zang. Neil Tennant en Chris Lowe schrijven hun nummers zelf, waarbij Tennant doorgaans voor de teksten verantwoordelijk is, en Lowe voor de muziek. De groep onderscheidt zich met hun specifieke geluid, dat in de loop der jaren wel aan verandering onderhevig is. De hoezen van vrijwel alle uitgaven zijn ontworpen door één ontwerper, Mark Farrow, die zich met zijn vaak minimalistische en stijlvolle ontwerpen weet te onderscheiden en trends weet te zetten.

## Geschiedenis

### 1981-1984
Het duo ontmoette elkaar bij toeval op 19 augustus 1981 in een elektronica-zaak in Londen, waar Neil een kabel voor zijn pas gekochte synthesizer zocht. Het kostte de verkoper ruim een kwartier om de betreffende kabel te vinden. Zo raakten Neil en Chris, die op dat moment binnenkwam, aan de praat. Tijdens de ontmoetingen erna bleek het muzikaal gezien te klikken en ontstond het eerste nummer (Jealousy). Het duo vernoemde zichzelf naar vrienden die boven een dierenwinkel woonden, bekend als de 'Pet Shop Boys'.
Toen Neil in 1984 door zijn werkgever, het Britse muziektijdschrift Smash Hits, naar de Verenigde Staten werd gestuurd voor een interview met The Police, nam hij meteen enkele demo's mee. Hij was vastbesloten om discoproducer Bobby Orlando te ontmoeten. De ontmoeting vond plaats en het resultaat hiervan was dat er enkele nummers werden opgenomen, waaronder de eerste versie van West End Girls. Het nummer werd een club-hit in onder andere België, maar het zorgde niet voor een doorbraak.
Na een ruzie over rechten en royalty's volgde een breuk met Orlando. Orlando heeft echter ook nu nog steeds de rechten over de eerste opnamen van de Pet Shop Boys. Dit is te merken aan obscure uitgaven die af en toe nog verschijnen van nummers als West End Girls en One More Chance, met name op het Duitse ZYX-label. Vaak in "nieuwe", geremixte versies.

### 1985-1988
In 1985 ontmoetten Neil en Chris manager Tom Watkins, die hen in maart een platencontract bezorgde bij het Parlophone-label van EMI. Neil nam ontslag bij Smash Hits, om zich volledig op hun carrière te kunnen storten. De single Opportunities (let's make lots of money) kwam uit, maar haalde de Britse single Top 100 niet. In november 1985 volgde een nieuwe, door Stephen Hague geproduceerde, versie van West End Girls, die in 1986 een nummer 1-hit werd in onder meer Groot-Brittannië en de Verenigde Staten. Het duo nam met Hague ook hun debuutalbum Please op. Het leverde de singles Love comes quickly en Suburbia op, evenals een nieuwe versie van Opportunities (let's make lots of money); deze keer wél met commercieel succes. Eind 1986 verscheen het mini-album Disco. Hierop staan zes langere versies en remixes van genoemde singles en twee B-kanten uit die periode.
Rond 1987 bereikte de populariteit van de Pet Shop Boys z'n hoogtepunt. Neil en Chris noemen dit later hun 'imperial phase'. Hun geluid paste perfect in de toen heersende trend van (kille) synthpop, waarmee ook groepen als Erasure en Depeche Mode successen behalen. De single It's a Sin, afkomstig van het tweede album Actually, werd een wereldwijde hit. Dat geldt ook voor de tweede single: een samenwerking met zangeres Dusty Springfield, die op dat moment in de vergetelheid was geraakt. De Pet Shop Boys wilden per se haar stem voor What have I done to deserve this?. Springfield zegde toe en haar samenwerking met de Pet Shop Boys, die in 1989 nog een vervolg zou krijgen, zorgde voor een opleving in haar carrière.
De derde single van Actually is Rent, gevolgd door een cover van Always on My Mind. Dit nummer is niet van het album afkomstig, maar werd speciaal opgenomen voor een special over Elvis Presley op de Britse tv. Door de goede reacties werd besloten het nummer in december 1987 als single uit te brengen, wat hen de Britse kerst-nummer-1 hit van 1987 opleverde. De laatste single van Actually is een licht geremixte versie van Heart in 1988, wederom een nummer 1-hit in Engeland. In 1988 had de band met Eighth Wonder van actrice Patsy Kensit een hit in diverse Europese landen met I'm Not Scared, geschreven en mede-geproduceerd door de Pet Shop Boys.
Op 10 oktober 1988 brachten de Pet Shop Boys hun derde studioalbum uit, voorafgegaan door de single Domino Dancing, een nummer met Zuid-Amerikaanse invloeden. Het album Introspective bevat zes lange nummers. De door Trevor Horn geproduceerde nummers Left to my own devices en It's alright verschijnen op single en leverden Britse top 5-hits op. It's alright is een cover van producer Sterling Void, die ook weer een remix van het nummer maakt. Verder bevat het album een nieuwe versie van Always on my mind, een remix van de eerdere B-kant I want a dog en Pet Shop Boys' eigen versie van I'm not scared.

### 1989-1992
In 1989 en 1990 werkten de Pet Shop Boys volop samen met andere artiesten. In 1989 verscheen het album Results van Liza Minnelli, dat is geproduceerd door de Pet Shop Boys en Julian Mendelsohn. Als eerste single verscheen een cover van het musical-nummer Losing my mind. Het door de Pet Shop Boys geschreven Don't drop bombs en So sorry, I said kwamen ook op single uit, gevolgd door een cover van het nummer Love pains. Het album Results bevat eveneens een cover van Twist in my sobriety van Tanita Tikaram en van twee Pet Shop Boys-nummers: Tonight is forever en Rent.
De samenwerking met Dusty Springfield kreeg in 1989 een vervolg, met de single Nothing has been proved, die fungeerde als titelsong voor de film Scandal. Eind 1989 volgde In private, dat in 1990 een hit werd. Dusty Springfield nam het album Reputation op, waar de Pet Shop Boys nog drie nummers voor leverden. Het duo leverde ook bijdragen aan het titelloze debuutalbum van de formatie Electronic, gevormd door New Order-zanger Bernard Sumner en voormalig The Smiths-gitarist Johnny Marr, dat in 1990 verscheen. Op de single Getting away with it uit 1989 is Neil als achtergrondzanger te horen.
Samen met producer Harold Faltermeyer, bekend van de hit Axel F, namen de Pet Shop Boys in 1990 hun vierde studioalbum op. De bedoeling was om terug te keren naar de "pure synthesizersound" van de jaren tachtig. Dit leidde tot een ingetogen album, getiteld Behaviour. De muziek is minder gericht op de dansvloer en maakt duidelijk dat Neil en Chris tekstueel en qua arrangementen meer in hun mars hadden dan velen aanvankelijk dachten. So hard en Being boring waren de eerste twee singles die van dit album verschenen.
In 1991 verscheen een opmerkelijke single: een combi-cover van twee verschillende nummers. De Pet Shop Boys brachten een eigen versie uit van het U2-nummer Where the streets have no name en koppelen dit aan de discoklassieker Can't Take My Eyes Off You. Het nummer verscheen als dubbele A-kant op single, samen met de Behaviour-track How can you expect to be taken seriously? waarin de Pet Shop Boys de artiestenwereld op de hak nemen. De single ontlokte U2-zanger Bono de uitspraak: "What have we done to deserve this". Het nummer Jealousy is de vierde en laatste single van het album.
In het najaar van 1991 verscheen de verzamel-cd Discography: The Complete Singles Collection, waarop de eerste zestien singles van de groep zijn verzameld, samen met twee nieuwe tracks: DJ culture en Was it worth it?, die eveneens beide op single verschenen. Aansluitend ging de groep op tournee. Neil Tennant verzorgde in 1992 de lead-vocals op de single Disappointed van Electronic, terwijl Chris Lowe een nummer opnam met Arsenal-voetballer Ian Wright: Do The Right Thing.

### 1993-1995
In 1993 kwam het duo met een nieuw album: Very. Naast het reguliere album verscheen ook een speciale dubbel-cd Very Relentless. Op Relentless staan zes overwegend instrumentale dancetracks. Very wordt voorafgegaan door de single Can you forgive her?. Dat nummer valt niet alleen op door zijn afwijkende ritme, maar ook door de videoclip, waarin de Pet Shop Boys door een computerlandschap rondlopen met grote oranje-wit-gestreepte puntmutsen op. Als tweede single verscheen Go West, een cover van de discogroep Village People uit de jaren zeventig. Het nummer werd een wereldhit en klinkt vandaag de dag nog steeds in vele voetbalstadions. Van het album verschenen nog drie andere singles: I wouldn't normally do this kind of thing, Liberation en Yesterday, when I was mad.
In augustus 1994 gaf Neil Tennant in een interview met het tijdschrift Attitude openheid over zijn seksuele geaardheid. Hoewel verwijzingen naar het thema homoseksualiteit al eerder in Pet Shop Boys-nummers waren te vinden, deed Tennant er vanaf dan niet meer geheimzinnig over. In 1994 verscheen ook een single die niet op het album Very staat. Voor een goed doel nam het duo een single op met Jennifer Saunders en Joanna Lumley, actrices uit de comedyserie Absolutely Fabulous. De single draagt dezelfde titel als de serie en kwam ook onder deze artiestennaam uit. Een remix van Absolutely Fabulous is te vinden op het non-stop remixalbum Disco 2, dat in september 1994 verscheen. Hierop staan remixes van recente nummers. De Pet Shop Boys gingen eind 1994 op tournee in Azië, Australië, Midden- en Zuid-Amerika; vastgelegd op de video Discovery: Live in Rio.
In augustus 1995 verscheen de dubbel-cd Alternative met daarop alle B-kanten van de voorgaande 10 jaar. Als een van de weinige popgroepen schreef de groep voor iedere single nieuwe nummers, die niet op de reguliere albums verschijnen. Het nummer Paninaro, ooit de B-kant van Suburbia, werd in een nieuwe versie op single uitgebracht: Paninaro '95.

### 1996-2001
In 1996 hadden de Pet Shop Boys samen met hun idool David Bowie een hit. Het gaat om een remix van het nummer Hallo Spaceboy, waarvan de oorspronkelijke versie op Bowie's album 1. Outside staat. Die versie telt slechts één couplet. Als suggestie zong Neil een tweede couplet in. Bowie was hierover echter zo tevreden dat de zanglijn van Neil overeind bleef, waardoor de 'remix' effectief een soort duet werd.
In september 1996 verscheen het album Bilingual, voorafgegaan door de singles Before en Se a vida é (that's the way life is). Het muzikaal gevarieerde album laat onder meer latin-invloeden horen, maar op een van de singles, A red letter day, zingt ook een Russisch mannenkoor mee. Het nummer Single verscheen onder de titel Single-Bilingual als single. De populariteit van de Pet Shop Boys beperkte zich inmiddels vooral tot het Verenigd Koninkrijk, Italië, Duitsland en Zuid-Amerika. In de rest van Europa bereikte het duo sporadisch de hitlijsten, terwijl het succes in de Verenigde Staten zich beperkte tot de dance-hitlijsten. In 1997 verscheen een cover van het musicalnummer Somewhere op single, gevolgd door een kleinschalige tournee langs het Savoy Theatre in Londen.
1998 was een rustig jaar voor de Pet Shop Boys: ze leverden alleen een song, Screaming, voor de soundtrack van een remake van de filmklassieker Psycho. In 1999 meldden de Pet Shop Boys zich weer met nieuw werk. Net als bij de voorloper Bilingual werd ook op het album Nightlife samengewerkt met meerdere producers. Deze keer zijn dat Faithless-brein Rollo Armstrong, Craig Armstrong en David Morales. Singles zijn I don't know what you want but I can't give it anymore, New York City boy en You only tell me you love me when you're drunk. Zangeres Kylie Minogue zingt mee op het nummer In denial. Net als een aantal andere tracks op Nightlife is dat nummer geschreven voor de musical Closer to Heaven, die in 2001 in het Londense West End debuteert. De musical ontving sterk wisselende kritieken. De soundtrack, met diverse nieuwe Pet Shop Boys-composities, gezongen door de cast, verscheen later op cd.
Eveneens in 2001 werden de eerste zes Pet Shop Boys-albums opnieuw uitgebracht. Please, Actually, Introspective, Behaviour, Very en Bilingual verschenen in een geremasterde dubbel-cd-uitvoering. Bij alle albums is een extra cd toegevoegd met B-kantjes, niet eerder uitgebrachte nummers of versies van nummers, uit de bij het album behorende periode.

### 2002-2005
In 2002 verscheen het achtste studioalbum Release, met medewerking met ex-The Smiths-gitarist Johnny Marr. Er werd weer geëxperimenteerd met muziekstijlen en instrumenten, wat vooral tot uiting komt in de aanwezigheid van gitaar in veel nummers. De singles Home and dry en I get along worden in heel Europa en Australië uitgebracht. Alleen Duitsland kreeg nog een derde single van het album: London. In het voorjaar van 2003 verscheen weer een remixalbum in de Disco-reeks: Disco 3. Naast remixes staan op dit album ook vijf nieuwe nummers.
In het najaar van 2003 verscheen een nieuw verzamelalbum: PopArt: The Hits. Op twee cd's staan 35 singles die allen de top 20 van de Engelse hitlijsten haalden. Daarbij horen ook twee nieuwe tracks: Miracles en Flamboyant, die beiden op single werden uitgebracht. Flamboyant, mede-geproduceerd door Tomcraft, was een eerste teken van de terugkeer naar de wortels van de elektronische popmuziek. Alle clips verschenen op de dvd PopArt: The Videos, die tevens enkele unieke clips van lange versies bevat.
Op 12 september 2004 voerden de Pet Shop Boys samen met de Dresdner Sinfoniker een zelfgeschreven soundtrack op voor de filmklassieker Battleship Potemkin (1925), begeleid door de oorspronkelijke filmbeelden. Het concert, op Trafalgar Square in Londen, was gratis toegankelijk en zorgde voor een volledig gevuld plein. Dezelfde soundtrack werd later ook enkele malen in Duitsland opgevoerd, net als in de havens van Newcastle. In september 2005 werd de soundtrack op cd uitgebracht. Het album verscheen echter niet onder de naam Pet Shop Boys, maar onder Tennant and Lowe. In 2005 stellen ze een aflevering van Back to Mine-reeks samen.

### 2006-2008
Madonna stak haar bewondering voor de Pet Shop Boys niet onder stoelen of banken. Haar album Confessions on a Dance Floor uit 2005 bevat het nummer Jump, dat geïnspireerd is op West End Girls. Dit alles leidde ertoe dat de Pet Shop Boys een remix maakten van het nummer Sorry, dat begin 2006 als single verscheen en een grote hit werd.
Inmiddels werkten de Pet Shop Boys met producer Trevor Horn aan een nieuw album. Het album Fundamental verscheen op 22 mei 2006 en werd door critici zeer positief ontvangen. Het is een duidelijke terugkeer naar het Pet Shop Boys-geluid van midden jaren tachtig. Het album bereikte de top 5 in Engeland en Duitsland. Naast de reguliere versie van het album is er ook een dubbel-cd, met de bonusschijf Fundamentalism. Daarop staan enkele remixes, een duet met Elton John (In Private) en een ander nieuw nummer: Fugitive.
Het album werd voorafgegaan door de single I'm with Stupid, waarin de relatie tussen Tony Blair en George W. Bush op de hak wordt genomen. In de bijbehorende videoclip is een hoofdrol weggelegd voor David Walliams en Matt Lucas, bekend van de televisieserie Little Britain. Later in het jaar verschijnen nog twee singles van het album: Minimal en Numb.
De groep gaf op 8 mei 2006 een bijzonder optreden in het Londense Mermaid Theatre, samen met het orkest van de BBC en muzikanten als Trevor Horn, Anne Dudley en Lol Creme. Tijdens dit concert, dat ook op BBC Radio 2 werd uitgezonden, traden onder anderen Robbie Williams en Rufus Wainwright als gastzangers op. In het najaar verscheen het concert als dubbel-cd, onder de titel Concrete. Een BBC-documentaire over de carrière van Pet Shop Boys werd eveneens officieel uitgebracht (dvd A Life in Pop). Ook verscheen de dvd Cubism, een registratie van de wereldtournee Fundamental, opgenomen in Mexico-Stad op 14 november 2006.
Het duo verleende in 2006 hun medewerking aan het album Rudebox van Robbie Williams, dat op 25 september 2006 verscheen. Het album bevat een cover van het nummer We're The Pet Shop Boys van My Robot Friend; een nummer dat de Pet Shop Boys eerder zelf ook opnamen. Een andere track, She's Madonna, is geproduceerd en mede-geschreven door de Pet Shop Boys. Dat nummer verscheen in 2007 als een gezamenlijke Robbie Williams en Pet Shop Boys-single. Het nummer werd alarmschijf bij 538 en bereikte de nummer 2 in de Nederlandse hitlijsten. Enkele weken later verscheen een Pet Shop Boys-remix van Read My Mind van The Killers op de cd-single van dat nummer.
Op 8 oktober 2007 verscheen het remixalbum Disco 4. Dit album is een verzameling van remixes die de Pet Shop Boys voor andere artiesten maakten. Ook bevat het de eigen remix van de eerdere single I'm with Stupid en een nieuwe remix van de Fundamental-track Integral. Dat nummer verscheen op 4 oktober 2007 als eerste Pet Shop Boys-single niet op cd, maar uitsluitend als download. Wel is er een videoclip voor gemaakt.

### 2009-2012
Terwijl de Pet Shop Boys samen met productieteam Xenomania aan een nieuw album werkten, was dit team ook bezig met de Britse meidengroep Girls Aloud. Dit leidde ertoe dat de Pet Shop Boys een nummer voor Girls Aloud schreven. The Loving Kind werd op 16 januari 2009 als single uitgebracht en werd een top 10-hit in de Engelse Top 40.
Op 18 februari 2009 ontvingen de Pet Shop Boys een Brit Award voor hun bijzondere bijdrage ('outstanding contribution') aan de muziek. Tijdens het gala gaven zij een show waarbij in bijna 10 minuten hun grootste hits voorbijkomen, in een medley geproduceerd door Stuart Price. Als gastzangers traden Brandon Flowers (The Killers) en Lady Gaga op.
Het studioalbum Yes verscheen op 23 maart en werd voorafgegaan door de succesvolle single Love Etc., die ook in Nederland de nodige airplay kreeg. De tweede single, Did You See Me Coming?, kwam uit op 1 juni 2009. Alleen in Duitsland kwam een derde single uit: Beautiful People. In juni 2009 startten de Pet Shop Boys met hun tournee Pandemonium. Op 14 december verscheen de ep Christmas. Hierop staan onder meer nieuwe versies van de Yes-albumtrack All over the world en van het nummer It doesn't often snow at Christmas, dat oorspronkelijk in 1997 cadeau werd gedaan aan leden van de fanclub.
Op 15 februari 2010 verscheen een livealbum/dvd, getiteld Pandemonium. Het is een concertregistratie, opgenomen op 21 december 2009 in de O2 Arena in Londen. In juni 2010 waren de Pet Shop Boys een van de headliners tijdens het Glastonbury Festival. Op 1 november 2010 verscheen het compilatie-album Ultimate. Het album bundelt de grootste hits op één schijfje, inclusief een nieuw nummer: Together.
Op 17 maart 2011 ging de balletvoorstelling The Most Incredible Thing in première in Sadlers Wells in Londen. Het gaat om een bewerking van een sprookje van Hans Christian Andersen. De Pet Shop Boys schreven de muziek voor de voorstelling. De muziek verscheen op 14 maart 2011 op cd. In februari 2012 verscheen het dubbel-album Format, een collectie van 38 B-kanten en bonustracks uit de periode 1996 tot 2009. In april 2012 bracht Morten Harket (zanger van a-ha) een solo-album uit met daarop het nummer Listening, geschreven door de Pet Shop Boys.
Samen met producer Andrew Dawson namen de Pet Shop Boys, grotendeels in Los Angeles, een nieuw album op. Op 11 juni 2012 werd de titel bekendgemaakt: Elysium. Ook verscheen die dag een videoclip voor de albumtrack Invisible. De eerste single van het album heet Winner en kwam op 2 juli digitaal uit. Het album verscheen op 7 september, gevolgd door de single Leaving op 15 oktober.
Op 12 augustus traden Pet Shop Boys op tijdens de grootse sluitingsceremonie van de Olympische Zomerspelen 2012 in Londen. In het Olympic Stadium speelden ze voor de 80.000 aanwezigen het nummer West End Girls. Op 6 december was er een eenmalig optreden met het BBC Philharmonic Orchestra. Behalve een selectie van oude en nieuwe nummers ging die dag een eerste nummer uit een speciaal muziekstuk in première dat de Pet Shop Boys componeerden ter ere van computer-pionier en wetenschapper Alan Turing. Het jaar werd afgesloten met een derde single van Elysium: op 31 december 2012 verscheen een door Stuart Price geremixte versie van Memory of the Future.

### 2013-2016
Samen met Price werkte het duo dan al aan een meer dance-georiënteerd album. Nog in 2012 werd een nieuwe wereldtournee (Electric) aangekondigd, die in maart 2013 van start ging en uiteindelijk tot in de zomer van 2015 doorliep. Op 14 maart 2013 werd bekend dat de Pet Shop Boys na 28 jaar het platenlabel Parlophone zouden gaan verlaten en een eigen platenlabel, x2 Recordings, startten. Op dit label verscheen op 15 juli het album Electric, geproduceerd door Stuart Price. De tracks Axis, Vocal, Love is a bourgeois construct en Thursday verschenen op single. Op het laatstgenoemde nummer is ook rapper en zanger Example te horen.
Tijdens de BBC Proms, op 23 juli 2014, ging het volledige muziekstuk over Alan Turing in première. A man from the future gaat over het leven en werk van deze Britse wiskundige en computerpionier.
Het duo begon in 2015 aan een nieuw album, dat opnieuw door Stuart Price werd geproduceerd. De titel, Super, werd wereldkundig gemaakt via de website whatissuper.co, met een klok die aftelde naar donderdag 21 januari 2016, 13.00 uur GMT. Op dat moment ging de albumtrack Inner Sanctum in première. Het album verscheen op 1 april, voorafgegaan door de single The Pop Kids. Later dat jaar verschenen ook  Twenty-something en Say it to me als single.
Op 6 mei 2016 verscheen het album Electronica 2 van Jean Michel Jarre, met daarop het nummer Brick England, dat samen met de Pet Shop Boys is gemaakt. Op 13 oktober 2016 startte de wereldtournee Super die, deels onder de titel Inner Sanctum, doorliep tot het voorjaar van 2019. Het duo deed tijdens deze tournee Nederland twee keer aan: ze traden op in 013 in Tilburg en Koninklijk Theater Carré in Amsterdam.

### 2017 tot heden
De laatste vijf albums die de Pet Shop Boys op het Parlophone-label uitbrachten, verschenen in 2017 opnieuw in speciale, geremasterde uitgaves ("Further Listening") met bonustracks, remixes en niet eerder uitgebrachte nummers. Op 28 juli was het de beurt aan Nightlife, Release en Fundamental. De albums Yes en Elysium volgden op 20 oktober. De eerste zes albums, die in 2001 ook al als re-issues werden uitgebracht, verschenen in 2018 eveneens opnieuw, met identieke tracklistings als in 2001. Please, Actually en Introspective verschenen op 2 maart; de re-issues van Behaviour, Very en Bilingual volgden op 31 augustus.
De Duitse tv-zender 3sat zond in de eerste uren van 2019 een (ingekorte) registratie van de tournee Inner Sanctum uit, die op 12 april op dvd, cd en blu-ray verschijnt. De aankondiging hiervan gaat gepaard met het bericht dat de Pet Shop Boys samen met Stuart Price werken aan een nieuw studioalbum. In februari verscheen echter eerst een ep met vier nummers die niet op het nieuwe album komen: Agenda. Tussen 5 en 8 februari verscheen dagelijks een nummer. Give Stupidity a Chance, On Social Media, What Are We Going to Do about the Rich? en The Forgotten Child hebben een duidelijke politieke of maatschappelijke boodschap.
Op 5 augustus ging in Edinburgh de cabaretvoorstelling MUSIK in première. De show draait volledig om het karakter Billie Trix uit de musical Closer To Heaven (2001), gespeeld door Frances Barber. De voorstelling bevat zes nummers, waaronder vier nieuwe. Daags na de eerste voorstelling werden de nummers uitgebracht op de streaming-diensten Spotify en YouTube. De Pet Shop Boys hebben ook vier muziekstukken en een aantal nummers geschreven voor een toneelversie van de Britse film My Beautiful Laundrette, die eind september 2019 in première gaat.
Op 11 september verscheen de nieuwe single Dreamland, waarop wordt samengewerkt met frontman Olly Alexander van Years & Years. Vier dagen later speelden de Pet Shop Boys als headliner op het eendaagse muziekfestival BBC Radio 2 Live in Hyde Park. Op 14 november werd een tweede single gelanceerd: Burning the Heather. Ook werd de albumtitel bekendgemaakt, Hotspot, dat op 24 januari 2020 verscheen. Twee weken later, op 7 februari, verscheen de derde single van het album, Monkey Business. Voor de promotie van het album Hotspot en de single Monkey Business werd een videoclip uitgebracht, geregisseerd door Vaughan Arnell. Op 26 april 2024 verscheen het 15e studioalbum Nonetheless. Sinds 2022 is de groep op tournee met de Dreamworld Tour die ook Nederland heeft aangedaan.

## Samenwerkingen
De Pet Shop Boys gaan regelmatig samenwerkingen aan met andere artiesten.
Als producers en schrijvers werkten zij tot nu toe onder andere samen met:
- Eighth Wonder (op de single I'm Not Scared, 1988)
- Liza Minnelli (op het album Results, 1989)
- Dusty Springfield (op het album Reputation, 1990)
- Boy George (op de single The crying game, titelsong van de gelijknamige film, 1992)
- Cicero (op het album Future boy, 1992)
- Kylie Minogue (het nummer Falling, op het album Kylie Minogue, 1994)
- Tina Turner (het nummer Confidential op het album Wildest dreams, 1996)
- Robbie Williams (op het album Rudebox, 2006)
- Girls Aloud (het nummer The Loving Kind, op het album Out of Control, 2008)
- Shirley Bassey (het nummer The Performance of My Life op het album The Performance, 2009)
- Morten Harket (het nummer Listening, op het album Out of my Hands, 2012)

Als remixers werkten zij onder andere voor:
- Blur (Girls & Boys, 1994)
- David Bowie (Hallo Spaceboy, 1996)
- Bloodhound Gang (Mope, 2000)
- Atomizer (Hooked on radiation, 2003)
- Yoko Ono (Walking on thin ice, 2003)
- Rammstein (Mein Teil, 2004)
- Madonna (Sorry, 2006)
- The Killers (Read my mind, 2007)
- MGMT (Kids, 2008)
- Lady Gaga (Eh Eh (Nothing Else I Can Say), 2009)

## Producenten en remixers
De Pet Shop Boys roepen regelmatig de hulp in van vooraanstaande muziekproducenten. Zo hebben zij zich onder andere laten bijstaan door producers als Bobby Orlando, Stephen Hague, Julian Mendelsohn, Trevor Horn en Harold Faltermeyer, die allen een belangrijke bijdragen geleverd hebben aan het geluid van de jaren tachtig. Enkele andere producenten met wie de Pet Shop Boys hebben samengewerkt zijn David Morales, Craig Armstrong, Faithless-brein Rollo Armstrong, Xenomania en Stuart Price.
Het duo riep regelmatig de hulp in van remixers die op dat moment nog nauwelijks bekend waren, maar die later onder hun eigen naam successen boekten. Voorbeelden hiervan zijn:
- Shep Pettibone (onder andere West End Girls, 1985 - Opportunities (let's make lots of money), Love comes quickly, 1986 - What have I done to deserve this?, 1987 - Heart, 1988 - Left to my own devices, 1988)
- Arthur Baker (In the night, Suburbia, 1986)
- François Kevorkian (Rent, 1987)
- Frankie Knuckles (I want a dog, 1987 - Left to my own devices, 1988)
- DJ International (It's alright, 1989)
- The KLF (So hard, It must be obvious, 1990)
- David Morales (So hard, 1990 - Where the streets have no name (I can't take my eyes off you), How can you expect to be taken seriously?, 1991 - I don't know what you want but I can't give it any more, New York City boy, 1999)
- Brothers in Rhythm (We all feel better in the dark, 1990 - How can you expect to be taken seriously?, DJ Culture, Was it worth it?, 1991 - Go west, 1993)
- Moby (Miserablism, 1991)
- Altern 8 (Music for boys, 1991)
- Rollo (Faithless) (Can you forgive her?, 1993, en Absolutely Fabulous, 1994)
- Heller & Farley (Go west, 1993)
- Kevin Saunderson (Go west, 1993)
- DJ Pierre (I wouldn't normally do this kind of thing, 1993)
- Coconut 1 (I wouldn't normally do this kind of thing, 1993 - Yesterday, when I was mad, 1994)
- Jam & Spoon (Young offender en Yesterday, when I was mad, 1994)
- Angel Moraes (Paninaro '95, 1995)
- Tin Tin Out (Paninaro '95, 1995)
- Tracy & Sharon (Paninaro '95, 1995)
- Danny Tenaglia (Before, 1996)
- K-Klass (Billingual, 1996)
- Love to Infinity (Before, 1996)
- Deep Dish (Se a vida é, 1996)
- Trouser Enthusiasts (Discoteca, 1996 - A red letter day, Somewhere, 1997))
- Motiv 8 (A red letter day, 1997)
- Basement Jaxx (A red letter day, 1997)
- Blank & Jones (Home and dry, 2002 - Love comes quickly, 2003)
- Eric Prydz (Miracles, 2003)
- Tomcraft (Flamboyant, 2004, en In private, 2006)
- Scissor Sisters (Flamboyant, 2004)

## Hitlijsten

### Albums
| Album met eventuele hitnotering(en) in de Nederlandse Album Top 100 | Datum van verschijnen | Datum van binnenkomst | Hoogste positie | Aantal weken | Opmerkingen   |
| ------------------------------------------------------------------- | --------------------- | --------------------- | --------------- | ------------ | ------------- |
| Disco                                                               | 17-11-1986            | 13-12-1986            | 7               | 16           | Remix album   |
| Actually                                                            | 07-09-1987            | 19-09-1987            | 6               | 21           |               |
| Introspective                                                       | 10-10-1988            | 22-10-1988            | 11              | 20           |               |
| Behaviour                                                           | 22-10-1990            | 03-11-1990            | 34              | 6            |               |
| Discography: The Complete Singles Collection                        | 04-11-1991            | 23-11-1991            | 26              | 14           | Verzamelalbum |
| Very / Very relentless                                              | 27-09-1993            | 16-10-1993            | 11              | 22           |               |
| Disco 2                                                             | 12-09-1994            | 01-10-1994            | 36              | 6            | Remix album   |
| Alternative                                                         | 07-08-1995            | 26-08-1995            | 34              | 7            | B-sides album |
| Bilingual                                                           | 02-09-1996            | 14-09-1996            | 39              | 5            |               |
| Nightlife                                                           | 11-10-1999            | 23-10-1999            | 61              | 4            |               |
| Release                                                             | 01-04-2002            | 13-04-2002            | 71              | 2            |               |
| Fundamental                                                         | 22-05-2006            | 27-05-2006            | 42              | 5            |               |
| Yes                                                                 | 23-03-2009            | 28-03-2009            | 34              | 7            |               |
| The most incredible thing                                           | 11-03-2011            | 19-03-2011            | 61              | 1            |               |
| Format                                                              | 03-02-2012            | 11-02-2012            | 82              | 1            |               |
| Elysium                                                             | 07-09-2012            | 15-09-2012            | 28              | 2            |               |
| Electric                                                            | 12-07-2013            | 19-07-2013            | 15              | 6            |               |
| Super                                                               | 01-04-2016            | 09-04-2016            | 13              | 2            |               |
| Hot Spot                                                            | 01-02-2020            | 01-02-2020            | 30              | 1            |               |
| Nonetheless                                                         | 25-04-2024            | 04-05-2024            | 16              | 1            |               |

| Album met hitnotering(en) in de Vlaamse Ultratop 200 albums | Datum van verschijnen | Datum van binnenkomst | Hoogste positie | Aantal weken | Opmerkingen   |
| ----------------------------------------------------------- | --------------------- | --------------------- | --------------- | ------------ | ------------- |
| Alternative                                                 | 07-08-1995            | 02-09-1995            | 44              | 1            |               |
| Bilingual                                                   | 03-09-1996            | 28-09-1996            | 28              | 3            |               |
| Nightlife                                                   | 11-10-1999            | 23-10-1999            | 29              | 2            |               |
| PopArt: The Hits                                            | 21-11-2003            | 06-12-2003            | 89              | 3            | Verzamelalbum |
| Fundamental                                                 | 19-05-2006            | 03-06-2006            | 33              | 6            |               |
| Yes                                                         | 20-03-2009            | 28-03-2009            | 69              | 4            |               |
| Pandemonium                                                 | 12-02-2010            | 27-02-2010            | 100(2wk)        | 2            |               |
| Ultimate                                                    | 29-10-2010            | 13-11-2010            | 71              | 1            |               |
| Elysium                                                     | 07-09-2012            | 15-09-2012            | 44              | 6            |               |
| Electric                                                    | 12-07-2013            | 20-07-2013            | 25              | 11           |               |
| Super                                                       | 01-04-2016            | 09-04-2016            | 21              | 8            |               |
| Nightlife: further listening 1996-2000                      | 28-07-2017            | 05-08-2017            | 53              | 2            |               |
| Release: further listening 2001-2004                        | 28-07-2017            | 05-08-2017            | 83              | 2            |               |
| Fundamental: further listening 2005-2007                    | 28-07-2017            | 05-08-2017            | 94              | 2            |               |
| Yes: further listening 2008-2010                            | 20-10-2017            | 28-10-2017            | 129             | 1            |               |
| Elysium: further listening 2011-2012                        | 20-10-2017            | 28-10-2017            | 145             | 1            |               |
| Very: further listening 1992-1994                           | 31-08-2018            | 08-09-2018            | 80              | 1            |               |
| Bilingual: further listening 1995-1997                      | 31-08-2018            | 08-09-2018            | 97              | 1            |               |
| Behaviour: further listening 1990-1991                      | 31-08-2018            | 08-09-2018            | 114             | 1            |               |

### Singles
| Single met eventuele hitnotering(en) in de Nederlandse Top 40 | Datum van verschijnen | Datum van binnenkomst | Hoogste positie | Aantal weken | Opmerkingen                                                                                    |
| ------------------------------------------------------------- | --------------------- | --------------------- | --------------- | ------------ | ---------------------------------------------------------------------------------------------- |
| West End Girls                                                | 28-10-1985            | 04-01-1986            | 3               | 11           | Nr. 4 in de Nationale Hitparade                                                                |
| Suburbia                                                      | 22-09-1986            | 22-11-1986            | 2               | 11           | Nr. 3 in de Nationale Hitparade                                                                |
| Opportunities (Let's Make Lots of Money)                      | 1987                  | 14-02-1987            | 23              | 5            | Nr. 30 in de Nationale Hitparade Top 100                                                       |
| It's a Sin                                                    | 15-06-1987            | 11-07-1987            | 3               | 9            | Nr. 3 in de Nationale Hitparade Top 100                                                        |
| What Have I Done to Deserve This?                             | 10-08-1987            | 29-08-1987            | 2               | 9            | met Dusty Springfield / Nr. 2 in de Nationale Hitparade Top 100 / Veronica Alarmschijf Radio 3 |
| Rent                                                          | 12-10-1987            | 14-11-1987            | 28              | 4            | Nr. 25 in de Nationale Hitparade Top 100                                                       |
| Always on My Mind                                             | 30-11-1987            | 19-12-1987            | 3               | 9            | Nr. 5 in de Nationale Hitparade Top 100                                                        |
| Heart                                                         | 21-03-1988            | 23-04-1988            | 11              | 6            | Nr. 11 in de Nationale Hitparade Top 100                                                       |
| Domino Dancing                                                | 12-09-1988            | 24-09-1988            | 7               | 10           | Nr. 9 in de Nationale Hitparade Top 100 / Veronica Alarmschijf Radio 3                         |
| Left to My Own Devices                                        | 14-11-1988            | 10-12-1988            | 19              | 6            | Nr. 18 in de Nationale Hitparade Top 100                                                       |
| It's Alright                                                  | 26-06-1989            | 15-07-1989            | tip9            | -            | Nr. 41 in de Nationale Hitparade Top 100                                                       |
| So Hard                                                       | 18-09-1990            | 27-10-1990            | 15              | 6            | Nr. 11 in de Nationale Top 100                                                                 |
| Being Boring                                                  | 1990                  | -                     |                 |              | Nr. 66 in de Nationale Top 100                                                                 |
| Where the Streets Have No Name - Can't Take My Eyes Off You   | 11-03-1991            | 06-04-1991            | 13              | 6            | Nr. 14 in de Nationale Top 100                                                                 |
| Was It Worth It?                                              | 09-12-1991            | 11-01-1992            | tip7            | -            | Nr. 50 in de Nationale Top 100                                                                 |
| Can You Forgive Her?                                          | 01-06-1993            | 03-07-1993            | 28              | 5            | Nr. 9 in de Mega Top 50                                                                        |
| Go West                                                       | 20-08-1993            | 02-10-1993            | 3               | 13           | Nr. 5 in de Mega Top 50                                                                        |
| I Wouldn't Normally Do This Kind of Thing                     | 15-11-1993            | 11-12-1993            | tip2            | -            | Nr. 45 in de Mega Top 50                                                                       |
| Yesterday, When I Was Mad                                     | 09-09-1994            | 15-10-1994            | 35              | 1            | Nr. 28 in de Mega Top 50                                                                       |
| Paninaro '95                                                  | 20-07-1995            | 12-08-1995            | 30              | 3            | Nr. 37 in de Mega Top 50 / Alarmschijf                                                         |
| Hallo Spaceboy                                                | 30-03-1996            | 30-03-1996            | 24              | 4            | Met David Bowie / Nr. 33 in de Mega Top 50 / Alarmschijf                                       |
| Before                                                        | 22-04-1996            | 04-05-1996            | tip2            | -            |                                                                                                |
| Se a vida é (That's the Way Life Is)                          | 12-08-1996            | 24-08-1996            | tip11           | -            |                                                                                                |
| Somewhere                                                     | 23-06-1997            | 12-07-1997            | tip20           | -            |                                                                                                |
| I Don't Know What You Want But I Can't Give It Any More       | 19-07-1999            | 31-07-1999            | tip20           | -            | Nr. 64 in de Mega Top 100                                                                      |
| New York City Boy                                             | 27-09-1999            | 30-10-1999            | 34              | 4            | Nr. 40 in de Mega Top 100                                                                      |
| You Only Tell Me You Love Me When You're Drunk                | 10-01-2000            | -                     |                 |              | Nr. 42 in de Mega Top 100                                                                      |
| Home and Dry                                                  | 18-03-2002            | -                     |                 |              | Nr. 51 in de Mega Top 100                                                                      |
| I Get Along                                                   | 15-07-2002            | -                     |                 |              | Nr. 81 in de Mega Top 100                                                                      |
| I'm with Stupid                                               | 05-05-2006            | -                     |                 |              | Nr. 64 in de Single Top 100                                                                    |
| She's Madonna                                                 | 23-02-2007            | 24-02-2007            | 2               | 13           | Met Robbie Williams / Nr. 3 in de Single Top 100 / Nr. 2 in de Mega Top 50 / Alarmschijf       |
| Love Etc.                                                     | 02-02-2009            | -                     |                 |              | Nr. 76 in de Single Top 100                                                                    |
| Leaving                                                       | 2012                  | -                     |                 |              | Nr. 69 in de Single Top 100                                                                    |

| Single met hitnotering(en) in de Vlaamse Ultratop 50          | Datum van verschijnen | Datum van binnenkomst | Hoogste positie | Aantal weken | Opmerkingen                                        |
| ------------------------------------------------------------- | --------------------- | --------------------- | --------------- | ------------ | -------------------------------------------------- |
| West End Girls                                                | 09-04-1984            | 21-07-1984            | 16              | 8            | Nr. 17 in de Radio 2 Top 30                        |
| West End Girls                                                | 28-10-1985            | 18-01-1986            | 6               | 10           | Nr. 3 in de Radio 2 Top 30                         |
| Love Comes Quickly                                            | 24-02-1986            | 12-04-1986            | 35              | 2            | Nr. 29 in de Radio 2 Top 30                        |
| Suburbia                                                      | 22-09-1986            | 29-11-1986            | 1               | 12           | Nr. 1 in de Radio 2 Top 30                         |
| It's a Sin                                                    | 15-06-1987            | 18-07-1987            | 2               | 11           | Nr. 2 in de Radio 2 Top 30                         |
| What Have I done to Deserve This?                             | 10-08-1987            | 12-09-1987            | 5               | 9            | met Dusty Springfield / Nr. 4 in de Radio 2 Top 30 |
| Rent                                                          | 12-10-1987            | 07-11-1987            | 17              | 6            | Nr. 18 in de Radio 2 Top 30                        |
| Always on My Mind                                             | 30-11-1987            | 26-12-1987            | 2               | 11           | Nr. 2 in de Radio 2 Top 30                         |
| Heart                                                         | 21-03-1988            | 16-04-1988            | 7(4wk)          | 9            | Nr. 6 in de Radio 2 Top 30                         |
| Domino Dancing                                                | 12-09-1988            | 08-10-1988            | 6               | 10           | Nr. 6 in de Radio 2 Top 30                         |
| Left to My Own Devices                                        | 14-11-1988            | 10-12-1988            | 17              | 8            | Nr. 23 in de Radio 2 Top 30                        |
| It's Alright                                                  | 26-06-1989            | 22-07-1989            | 17              | 8            | Nr. 13 in de Radio 2 Top 30                        |
| So Hard                                                       | 18-09-1990            | 20-10-1990            | 8               | 11           | Nr. 5 in de Radio 2 Top 30                         |
| Being Boring                                                  | 12-11-1990            | 22-12-1990            | 27              | 8            | Nr. 20 in de Radio 2 Top 30                        |
| Where the Streets Have No Name - I Can't Take My Eyes Off You | 23-04-1991            | 20-04-1991            | 8               | 10           | Nr. 5 in de Radio 2 Top 30                         |
| Can You Forgive Her?                                          | 01-06-1993            | 10-07-1993            | 21              | 6            | Nr. 14 in de Radio 2 Top 30                        |
| Go West                                                       | 06-09-1993            | 02-10-1993            | 2(2wk)          | 16           | Nr. 2 in de Radio 2 Top 30                         |
| I Wouldn't Normally Do This Kind of Thing                     | 15-11-1993            | 01-01-1994            | 24              | 7            | Nr. 14 in de Radio 2 Top 30                        |
| Yesterday, When I Was Mad                                     | 09-09-1994            | 17-09-1994            | 25              | 3            | Nr. 16 in de Radio 2 Top 30                        |
| Paninaro '95                                                  | 20-07-1995            | 19-08-1995            | 35              | 2            |                                                    |
| Se a vida é (That's the Way Life Is)                          | 08-08-1996            | 07-09-1996            | 50              | 1            |                                                    |
| Single-Bilingual                                              | 03-09-1996            | 07-12-1996            | tip13           | -            |                                                    |
| A Red Letter Day                                              | 17-03-1997            | 12-04-1997            | tip13           | -            |                                                    |
| I Don't Know What You Want But I Can't Give It Any More       | 19-07-1999            | 24-07-1999            | tip4            | -            |                                                    |
| New York City Boy                                             | 27-09-1999            | 09-10-1999            | 20              | 8            | Nr. 20 in de Radio 2 Top 30                        |
| You Only Tell Me You Love Me When You're Drunk                | 10-01-2000            | 29-01-2000            | tip14           | -            |                                                    |
| Home and Dry                                                  | 18-03-2002            | 30-03-2002            | tip4            | -            |                                                    |
| Miracles                                                      | 14-11-2003            | 29-11-2003            | tip17           | -            |                                                    |
| Flamboyant                                                    | 26-03-2004            | 10-04-2004            | tip13           | -            |                                                    |
| I'm with Stupid                                               | 05-05-2006            | 13-05-2006            | tip4            | -            |                                                    |
| She's Madonna                                                 | 23-02-2007            | 03-03-2007            | 3               | 17           | met Robbie Williams                                |
| Love Etc.                                                     | 02-02-2009            | 09-05-2009            | tip18           | -            |                                                    |
| Winner                                                        | 02-07-2012            | 04-08-2012            | tip55           | -            |                                                    |
| Leaving                                                       | 12-10-2012            | 20-10-2012            | tip73           | -            |                                                    |
| Vocal                                                         | 03-06-2013            | 27-07-2013            | tip58           | -            |                                                    |
| Thursday                                                      | 07-10-2013            | 09-11-2013            | tip61           | -            | met Example                                        |
| The Pop Kids                                                  | 22-02-2016            | 02-04-2016            | tip             | -            |                                                    |
| Dreamland                                                     | 2019                  | 21-09-2019            | tip             | -            | met Years & Years                                  |
| Monkey Business                                               | 2020                  | 01-02-2020            | tip             | -            |                                                    |

### NPO Radio 2 Top 2000
| Nummers met noteringen in de NPO Radio 2 Top 2000 | '99 | '00 | '01  | '02  | '03  | '04  | '05  | '06  | '07  | '08  | '09  | '10  | '11  | '12  | '13  | '14  | '15  | '16  | '17  | '18  | '19  | '20  | '21  | '22  | '23  | '24  |
| ------------------------------------------------- | --- | --- | ---- | ---- | ---- | ---- | ---- | ---- | ---- | ---- | ---- | ---- | ---- | ---- | ---- | ---- | ---- | ---- | ---- | ---- | ---- | ---- | ---- | ---- | ---- | ---- |
| Always on My Mind                                 | -   | -   | -    | -    | -    | -    | -    | -    | -    | -    | -    | -    | -    | -    | -    | 1848 | -    | -    | -    | -    | -    | -    | -    | -    | -    | -    |
| Go West                                           | -   | -   | -    | -    | -    | -    | -    | -    | -    | -    | -    | 1785 | 1992 | -    | 1958 | 1876 | 1764 | 1914 | 1795 | -    | -    | -    | -    | -    | -    | -    |
| It's a Sin                                        | 537 | 611 | 845  | 762  | 1236 | 1241 | 1262 | 1618 | 1792 | 1387 | 1574 | 1678 | 1681 | 1794 | 1571 | 1415 | 1444 | 1303 | 1459 | 1871 | 1651 | 1849 | 1435 | 1396 | 1410 | 1465 |
| She's Madonna (met Robbie Williams)               | ×   | ×   | ×    | ×    | ×    | ×    | ×    | ×    | 1279 | -    | -    | -    | -    | -    | -    | -    | -    | -    | -    | -    | -    | -    | -    | -    | -    | -    |
| West End Girls                                    | -   | 933 | 1346 | 1023 | 1458 | 1486 | 1979 | 1801 | -    | 1852 | 1936 | 1864 | 1807 | 1764 | 1555 | 1402 | 1497 | 1333 | 1525 | 1795 | 1801 | 1893 | 1758 | 1662 | 1653 | 1501 |

1. ↑  Een '-' betekent dat het nummer niet was genoteerd, een '×' betekent dat het nummer nog niet was uitgebracht en een vetgedrukt getal geeft de hoogste notering van een nummer aan.